# Mechelgrün

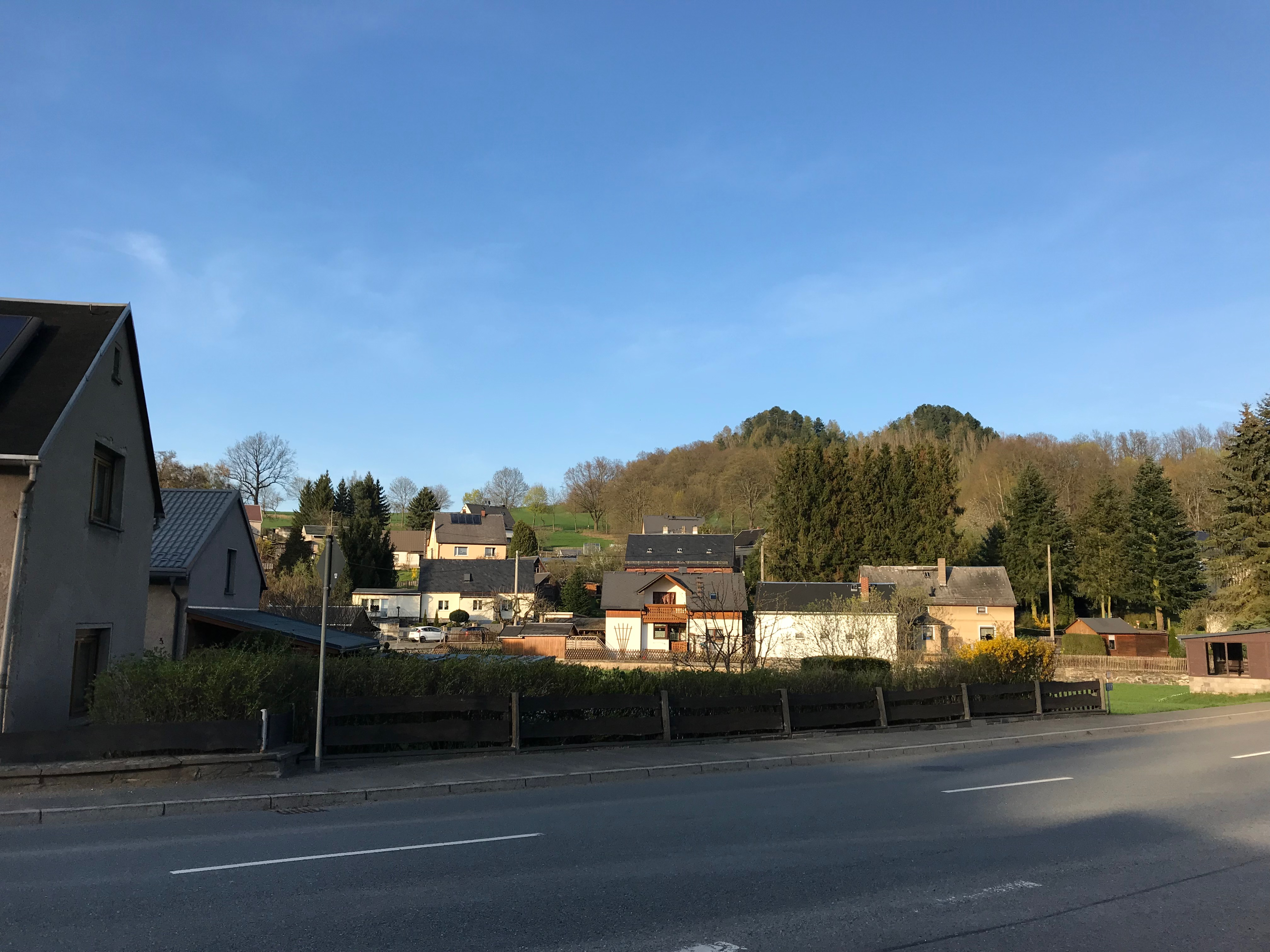
Mechelgrün mit Spitzkegelhalden (2018)

Mechelgrün ist seit dem 1. Januar 1996 ein Ortsteil der Gemeinde Neuensalz im sächsischen Vogtlandkreis. Zu Mechelgrün gehört der 1934 eingemeindete Ortsteil Zschockau.

## Geographie

### Lage und Verkehr
Mechelgrün befindet sich acht Kilometer östlich der Stadt Plauen und 2,5 Kilometer südlich des Ortes Neuensalz im Zentrum des Naturraumes und des  sächsischen Teils des historischen Vogtlands. Der tiefste Punkt mit 398 m ü. NN ist am Rabenbach, der höchste Punkt des Ortsteiles Zschockau ist der 541 m hohe Harzberg und der höchste Punkt auf Mechelgrüner Flur befindet sich mit 548 m ü. NN im alten Kohlholz (ein Waldgebiet mit ehemaligen Teich) in Richtung Streuberg. Weithin sichtbar sind die beiden Spitzkegelhalden mit einer Höhe von 526 m und 523 m über dem Meeresspiegel. Der Zschockaubach kommt aus dem gleichnamigen Ortsteil und fließt, inzwischen vereinigt mit dem Jahnsgrüner Bach, in der Ortsmitte unterhalb des Sportplatzes in den aus Theumaer Flur kommenden Rabenbach. Dieser geht in Neuensalzer Flur über und fließt letztlich in die Vorsperre Neuensalz der Talsperre Pöhl.
Der Ort Mechelgrün wird von der Bundesstraße 169 durchzogen. Die Autobahnanschlussstelle Plauen-Ost der Bundesautobahn 72 ist über die B 169/B 173 in weniger als fünf Minuten Fahrzeit zu erreichen.
Der Ort ist über die PlusBus-Linie 70 des Verkehrsverbunds Vogtland im Stundentakt mit Plauen, Rodewisch und Auerbach verbunden.

### Nachbarorte
|             | Neuensalz                                   |           |
| Großfriesen | Kompassrose, die auf Nachbargemeinden zeigt | Zschockau |
|             | Theuma                                      | Bergen    |

## Geschichte

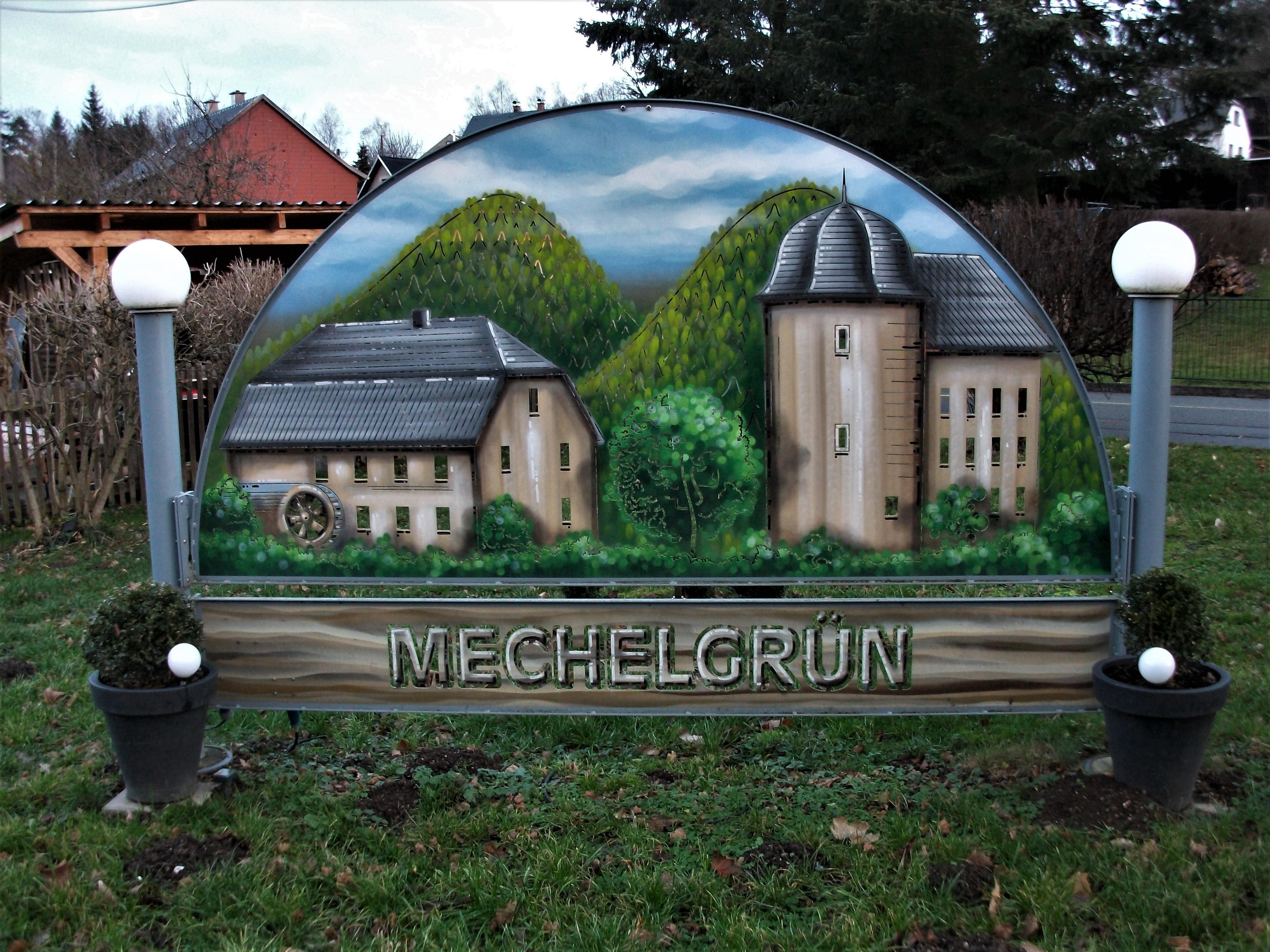
Außenschwibbogen Mechelgrün

Das kleine Bauerndorf Mechelgrün (Mechtildegrune) ist eine oberostfränkische Siedlung, welche in einem sumpfigen Gebiet Entstehung fand. Der Name Mechtildegrune wird wahrscheinlich auf eine edle Dame zurückgeführt, die den Namen Mechthilde trug. Die Endung -grün dagegen zeigt, dass Mechelgrün eine Rodung ist, die von dichten Wäldern umgeben wird. Mechelgrün erschien erstmals namentlich in einer Urkunde von 1267, mit den Dörfern Theuma (Dimen oder Dymen); Großfriesen (Magno Vrizen); Lottengrün (Lotthengrune); Schloditz (Zlautiz); Tirpersdorf (villa Tyrpensdorf); Droßdorf (Drosansdorf); Bergen (villa Bergen) und Zschockau (Schacowe). In dieser Urkunde wird von Abgaben gesprochen, welche den festen Wohnsitz eines Landesgeistlichen in Theuma sichern sollten. Die Abgaben wurden dabei in der Einheit Scheffel angegeben und verhielten sich von Ort zu Ort sehr unterschiedlich. Dabei stellte die Größe des Ortes, aber auch die Anzahl der hier niedergelassenen Siedler eine große Rolle dar. So musste Mechelgrün 4 1/2 Scheffel Roggen an die Kirche zu Theuma abgeben, um an den Gottesdiensten, welche regelmäßig abgehalten wurden, teilnehmen zu können. Zu beachten ist, dass die Einheit Scheffel oft sehr unterschiedlich ausfällt. So beträgt in der Gegend von Plauen ein Scheffel ca. 154 Liter, während in der Gegend zu Leipzig ein Scheffel ca. 100 Liter beträgt. Die Urkunde von 1267 zeigt ganz deutlich, dass die Ortschaft Mechelgrün schon vor 1267 bestand und daher älter ist als angenommen wird. Die älteste Siedlung bestand in einer 200 m breiten Aue des Rabenbaches und ihrer unmittelbaren Umgebung. Der Gutskomplex entstand etwas abseits der früheren Ortsmitte des von der Landwirtschaft geprägten Ortes. 
Die Familie Rabe besaß um 1418/19 das gesamte Territorium am Rabenbach, so auch Mechelgrün, Theuma, Zschockau (1934 nach Mechelgrün eingemeindet) und Neuensalz. Bereits im Jahr 1583 wird von zwei Rittergütern „Mechelgrün unteren Teils“ und „Mechelgrün oberen Teils“ berichtet. Das bekannteste Gebäude dieser beiden Güter ist das heute als Ruine vorhandene Wasserschloss Mechelgrün (Rittergut oberen Teils), welches durch unklare Besitzverhältnisse verfällt. Hierbei hat sich im Jahr 2021 eine Initiative gegründet, die den Verfall der Wasserschlossruine verhindern möchte und für den Erhalt kämpft. Das Rittergut Mechelgrün oberen und unteren Teils übte bis ins 19. Jahrhundert die Grundherrschaft über Mechelgrün aus, sodass eine hohe Prägung für die Ortschaft entstand. So fand durch das geteilte Rittergut eine reine Gutssiedlung Entstehung, die sich allerdings durch unterschiedliche Faktoren verändert hat und das heutige Ortsbild darstellt. So verlor der Ort sein bäuerliches Gepräge und entwickelte sich zu einer kleinen Wohnsiedlung, welche Stück für Stück den Bezug zur Landwirtschaft verloren hat. In Mechelgrün verschwanden daher zahlreiche alte Gebäude, wurden umgebaut oder teilweise neu errichtet, sodass man heute das Alter des Ortes nur schwer erkennen kann. Weiterhin interessant zu erfahren ist, dass in Mechelgrün drei Wassermühlen vorhanden waren. So gab es in Mechelgrün die Obere Mühle, die Mittelmühle und die Stengelmühle, von der heute nur noch Grundmauern erhalten sind. Alle drei Mühlen waren am Rabenbach zu finden und stellten für Mechelgrün einen wichtigen wirtschaftlichen Zweig dar. Weiterhin gab es bei Theuma noch zwei Wassermühlen (auch am Rabenbach), die als Neumühle und Lieboldsmühle (früher Gebhardtsmühle) im Volksmund Bezeichnung finden. Leider sind von den fünf erwähnten Mühlen nur noch zwei vorhanden, die aber durch Umbau und Verfall einen nicht zufriedenstellenden Zustand aufweisen können. Somit existieren nur noch die Obere Mühle und die Mittelmühle, welche im alten Sumpfkessel von Mechelgrün zu finden sind. In Mechelgrün gab es außerdem noch drei Griebenherde (auch als Pechpfannen bekannt), die am alten Schlossteich standen (sind spurlos verschwunden). Somit war die Pechproduktion ein weiteres Handwerk, welches in Mechelgrün Ausführung fand.  Mitte des 19. Jahrhunderts hatte dann die Stickerei in der Gutssiedlung Einzug gehalten, wodurch in dieser Zeit zahlreiche Stickereigebäude im Ort Entstehung fanden.
Mechelgrün lag bis 1856 im kursächsischen bzw. königlich-sächsischen Amt Plauen. 1856 wurde der Ort dem Gerichtsamt Plauen und 1875 der Amtshauptmannschaft Plauen angegliedert. Am 1. Oktober 1934 wurde der Nachbarort Zschockau in die Gemeinde Mechelgrün eingegliedert.
Nach dem Zweiten Weltkrieg entstanden Neubauernstellen, die Produktionsstätte eines Textilbetriebes und eine Landwirtschaftliche Produktionsgenossenschaft (LPG). Ab 1979 bestand die LPG (P) Mechelgrün, die auch Teile der beiden früheren Rittergüter bewirtschaftete. Nach 1989 wurden die Gebäude nicht mehr genutzt, verfielen zusehends und wurden teilweise abgerissen. Durch die zweite Kreisreform in der DDR kam die Gemeinde Mechelgrün im Jahr 1952 zum Kreis Plauen-Land im Bezirk Chemnitz (1953 in Bezirk Karl-Marx-Stadt umbenannt), der ab 1990 als sächsischer „Landkreis Plauen“ fortgeführt wurde und 1996 im Vogtlandkreis aufging.
Ein weiterer wichtiger Geschichtspunkt in Mechelgrün ist der Uranbergbau, der für viele Veränderungen sorgte. Der Uranbergbau der SDAG Wismut prägte den Ort von 1954 bis 1964. Mechelgrün lag zwischen der Lagerstätte Zobes und der Lagerstätte Bergen. Der Schacht 362 nördlich des Ortes wurde nach dem Ende des Uranabbaus im Jahr 1964 mit Haldenmaterial verfüllt. Von 2013 bis 2014 erfolgte die Sicherung des ehemaligen Schachtes durch die Wismut GmbH. Südwestlich des Schachtes befinden sich die begrünten Spitzkegelhalden, von denen es in Sachsen nur noch vier gibt. Die zwei Spitzkegelhalden in Mechelgrün sind schon von weiten Entfernungen zu sehen und stellen damit ein Wahrzeichen für das gesamte Vogtland dar. Somit fanden die beiden Halden schon vor Jahren als technisches Denkmal Ausschreibung und bleiben daher für die Nachwelt erhalten. Hierbei ist es wichtig zu wissen, dass das Begehen der beiden Halden (aufgrund von Privatbesitz) seit einigen Jahren nicht mehr erlaubt ist. Nach der politischen Wende im Jahr 1989 entstand südöstlich der Halden eine Wohnsiedlung aus Eigenheimen und Mehrfamilienhäusern.
Am 1. Januar 1996 wurde Mechelgrün mit Zschockau nach Neuensalz eingemeindet.

### Einwohnerentwicklung
Die folgende Tabelle zeigt die Entwicklung der Einwohnerzahl Mechelgrüns von 1834 bis zur Eingemeindung 1995:
| Jahr | Einwohner |
| ---- | --------- |
| 1834 | 336       |
| 1871 | 359       |
| 1890 | 283       |
| 1910 | 407       |
| 1925 | 418       |
| 1933 | 609       |

| Jahr | Einwohner |
| ---- | --------- |
| 1939 | 588       |
| 1946 | 738       |
| 1950 | 743       |
| 1964 | 613       |
| 1990 | 471       |
| 1995 | 674       |

Nach der Eingliederung Mechelgrüns nach Neuensalz wurden vom Statistischen Landesamt Sachsen keine amtlichen Einwohnerzahlen für Mechelgrün mehr veröffentlicht. Das Mitteilungsblatt der Gemeinde Neuensalz vom Februar 2015 gibt die Einwohnerzahl des Ortes auf dem Stand vom 12. Januar 2015 mit 693 an.